# 國是論壇
國是論壇為中華民國立法院的制度，為1994年開始於立法院院會早上實施的常設議程。在國是論壇中，每位立法委員可登記發言，每人有三分鐘的時間，由於國是論壇並沒有限制委員發言的範圍，既可以和議案無關，也可以和登記議題無關，因而國是論壇讓立委們可以在發言時緊扣時事、反映民意，甚至可針對政府部門作為提出批評建議，早期還能為立委爭取到上電視的機會。為避免立委對彼此動粗，發言名單順序在當日早上抽籤決定。

## 緣起
「中華民國立法院國是論壇」源自於1994年第二屆立法院。由於當時許多立委會利用確認議事錄，進行程序發言、杯葛會議進行，甚至在程序發言時出現文不對題的情況。於是，在李泉源、許添財、謝長廷等立委的呼籲下，正式設立將國是論壇制度，仿照美國國會的一分鐘演說方式，提供立委暢所欲言的機會，並於該年9月23日第一次施行。

## 優缺點
國是論壇並沒有限制委員發言的範圍，也因為國是論壇內容五花八門，相對於臨時提案，國是論壇更俱有臨時性、機動性與新聞性。也因此，一般民眾對於國是論壇的印象，主要是立委為求媒體曝光，無所不用其極，甚至準備道具、危言聳聽或表演做秀。

## 廢除
2018年5月24日通過國會改革法案，為增進國會議事效率，初審通過「立法院議事規則（页面存档备份，存于）修正草案」，廢除「國是論壇」，盼藉此增加議事效率。惟目前尚未通過。